# Thảm sát Deir Yassin
Thảm sát Deir xảy ra vào ngày 9 tháng 4 năm 1948, khi khoảng 120 chiến binh của những nhóm bán quân sự Irgun và Lehi thuộc Chủ nghĩa phục quốc Do Thái tấn công vào Deir Yassin, một ngôi làng của người Palestine gần Jerusalem với dân số khoảng 600 người. Cuộc tấn công xảy ra khi lực lượng dân quân Do Thái cố gắng phá vòng vây Jerusalem trong cuộc nội chiến trước khi kết thúc sự quản lý của Anh tại Palestine.

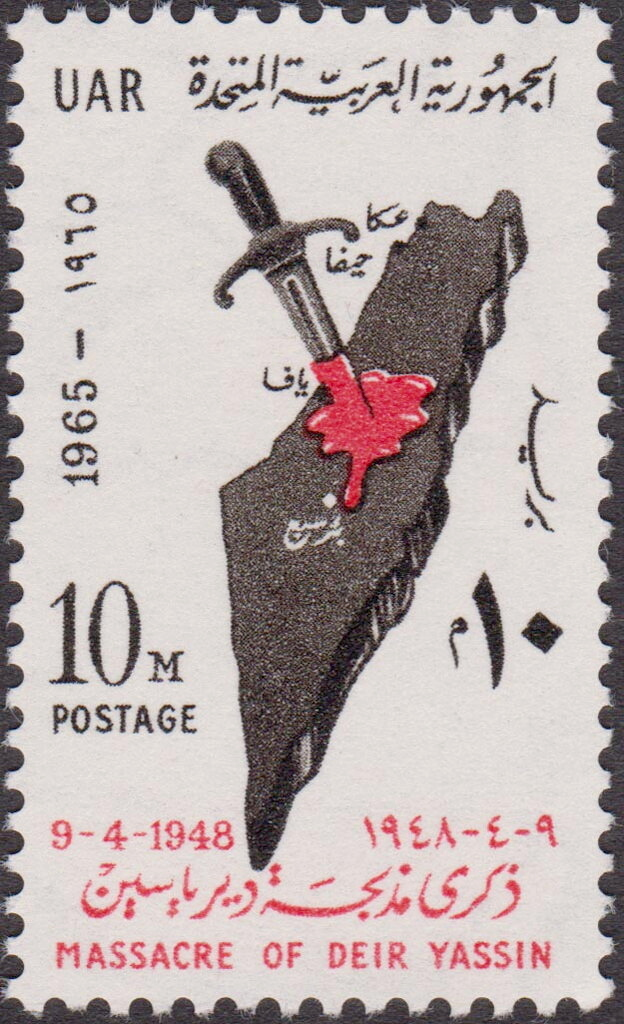
Một con tem năm 1965 của Ai Cập (UAR) được phát hành để tưởng niệm vụ thảm sát Deir Yassin.

Theo những nguồn từ nhóm Irgun, thì các lính canh của ngôi làng đã bất ngờ vì "người Do Thái" xâm nhập vào ngôi làng của họ và họ đã khai hỏa vào lực lượng Irgun. Ngôi làng đã thất thủ sau cuộc chiến đấu dữ dội từ nhà-tới-nhà. Trong và sau trận đánh ở làng, có ít nhất 107 người Palestine đã thiệt mạng, trong đó có cả trẻ em và phụ nữ—vài người bị bắn, số còn lại chết khi những quả lựu đạn ném vào nhà họ. Mặc dù trong một báo cáo thành tích đầu tiên của những người thắng cuộc khoe rằng có 254 đã bị giết, nhưng Aref al-Aref đếm có 117 nạn nhân, trong đó có 7 người tham gia chiến đấu, số còn lại thì ở trong nhà của họ. Theo một tính toán do Jacques de Reynier đại diện của Ủy ban Chữ thập đỏ quốc tế thực hiện, ngoài những người chết trên những con đường, thì chỉ riêng trong 1 bồn chứa nước đã tìm thấy 150 xác chết, trong số đó có người bị chặt đầu hoặc mổ bụng. Vài người dân làng đã bị bắt làm tù binh và có thể đã bị giết sau khi bị dẫn độ đi qua những con phố của Tây Jerusalem. Morris viết rằng có cả những trường hợp bị cắt xẻo hoặc hãm hiếp. Bốn kẻ tấn công đã bị giết, và khoảng 35 bị thương.
Cuộc thảm sát đã bị lên án bởi lãnh đạo của Haganah—lực lượng bán quân sự chính của cộng đồng Do Thái—và bởi 2 lãnh tụ Do Thái giáo trong khu vực. Tổ chức Jewish Agency for Israel đã gửi một bức thư xin lỗi đến vua Abdullah I của Jordan, nhưng bị ông khước từ. Abdullah buộc Jewish Agency phải chịu trách nhiệm về cuộc thảm sát bởi vì họ là đầu não của nội vụ người Do Thái tại Palestine. Ông đã cảnh báo về "những hậu quả khủng khiếp" nếu có thêm nhiều sự việc tương tự như vậy xảy ra.
Cuộc thảm sát đã trở thành một sự kiện quan trọng trong xung đột Arab–Israeli bởi những hậu quả về quân sự và nhân khẩu. Câu chuyện đã được tô điểm và sử dụng bởi những bên khác nhau để tấn công lẫn nhau—bởi những người Palestine để chống lại người Israel; bởi Haganah để làm giảm vai trò chủ chốt của mình trong vụ việc; và bởi phe cánh tả Israel để cáo buộc nhóm Irgun và Lehi đã làm ô danh Israel do việc vi phạm nguyên tắc sự trong sạch của vũ khí của người Do Thái. Tin tức về cuộc thảm sát đã làm dấy lên nỗi kinh hoàng trong cộng đồng người Palestine, khiến họ phải trốn khỏi thị trấn và làng mạc của mình trước sự lấn tới của quân Do Thái, và nó làm củng cố quyết tâm của các chính phủ Arab để can thiệp, mà họ đã làm sau đó năm tuần.